# John Guidetti
John Guidetti (Stockholm, 15 april 1992) is een Zweeds voetballer van deels Italiaanse afkomst die als aanvaller speelt. Hij verruilde Celta de Vigo in juli 2018 voor Deportivo Alavés, dat hem in het voorgaande halfjaar al huurde. Guidetti debuteerde in 2012 in het Zweeds voetbalelftal, waarmee hij deelnam aan het EK 2016 en WK 2018.

## Clubcarrière

### Jeugd en debuut
Guidetti begon zijn carrière in Kenia, waar hij een deel van zijn jeugd doorbracht, en bij de Zweedse club IF Brommapojkarna. In 2008 debuteerde hij in het eerste elftal. Hij kwam dat jaar tot twee optredens in de hoofdmacht, beide invalbeurten. Manchester City was er vlug bij om hem over te nemen en contracteerde hem op 15-jarige leeftijd. Destijds waren ook Internazionale, UC Sampdoria, Lazio, AS Roma en Ajax Cape Town geïnteresseerd in zijn diensten.

### Manchester City en verhuurperiodes

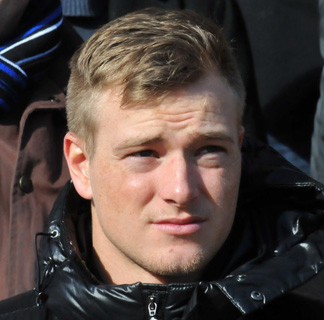
Guidetti in 2013

Bij de Engelsen speelde hij voornamelijk in de jeugd. Hij viel op door in de jeugdelftallen veelvuldig het net te vinden. In 2010 werd hij aan zijn oude club IF Brommapojkarna verhuurd. In de Allsvenskan kwam hij in acht optredens tot drie treffers. In seizoen 2010/11 debuteerde hij voor Manchester City in de League Cup en werd hij eind november verhuurd aan Burnley FC. Hij speelde daar in de Championship en kwam tot vijf optredens en scoorde eenmaal. De huurperiode liep slechts tot 4 januari. Burnley wilde die periode graag verlengen, maar Manchester City haalde hem terug bij de selectie.
Hoewel Manchester City aangaf graag het aflopende contract van de aanvaller te verlengen, gaf Guidetti er de voorkeur aan vanwege het gebrek aan speelminuten naar een andere club uit te kijken. Slechts een medische keuring zou een transfervrije overgang naar FC Twente nog in de weg staan, alwaar een vierjarig contract voor Guidetti klaar lag.
Op 26 mei 2011 werd Guidetti medisch goedgekeurd door FC Twente. Daarnaast ondertekende hij ook het financiële gedeelte alsook het gedeelte over de contractduur van het contract. Uiteindelijk gaf Guidetti aan dat hij onder het contract uit wilde. Beide partijen overwogen juridische stappen. Uiteindelijk werd zijn contract afgekocht door Manchester City, alwaar hij zijn contract verlengde. Uiteindelijk huurde Feyenoord hem voor het seizoen 2011/12.
Vanwege een slepende blessure kwam hij sinds zijn terugkeer in de zomer van 2012 amper in actie namens The Citizens. Manchester City zou Guidetti graag verhuurd hebben aan een Premier League-club, maar onder andere Sunderland AFC durfde dit niet aan. In september 2012 gaf hij in een interview aan dat hij virusvrij was, maar hij maakte pas in januari 2014 weer zijn rentree in het betaald voetbal. Dat deed Guidetti in het shirt van Stoke City, die de Zweed voor een half jaar huurde. In oktober 2012 verlengde Guidetti zijn contract bij Manchester City tot 2015. In het seizoen 2014/15 werd Guidetti verhuurd aan Celtic FC, waarmee hij kampioen werd in de Scottish Premier League. Zelf droeg hij hier in 24 wedstrijden aan bij met onder meer acht doelpunten. Echter had Manchester City niet de intentie om Guidetti's contract te verlengen, waardoor Guidetti transfervrij werd.

#### Verhuur aan Feyenoord
Ondanks dat Guidetti FC Twente in de zomer van 2011 afzegde, speelde hij in seizoen 2011/12 toch in de Eredivisie. Feyenoord huurde hem voor één seizoen van Manchester City. Op 29 januari 2012 schreef Guidetti geschiedenis door driemaal te scoren tegen aartsrivaal Ajax (4–2). Iets wat voor het laatst gebeurde in 1964 door Hans Venneker. Het record van Venneker haalde Guidetti niet, Venneker scoorde toen vijfmaal. Hij scoorde tegen FC Twente ook al een hattrick. In januari werd bekend dat Guidetti samen met Lionel Messi en Cristiano Ronaldo in het rijtje stond met meer doelpunten dan wedstrijden. Ook in een wedstrijd tegen Vitesse maakte Guidetti een hattrick, zijn derde van het seizoen, in drie thuiswedstrijden achter elkaar. Hij brak hiermee een record van Cees Groot dat uit de jaren 60 stamde. De laatste Feyenoorder die drie hattricks in één seizoen maakte, niet in opeenvolgende thuiswedstrijden, was Dirk Kuijt. Die deed dit in het Eredivisieseizoen 2004/05.
Op 18 februari 2012 zette Guidetti Feyenoord op een voorsprong in de competitiewedstrijd tegen RKC Waalwijk. Bij het vieren van zijn doelpunt trok hij zijn shirt uit, waarvoor hij zijn tweede gele kaart te zien, waardoor hij van het veld werd gestuurd en de uitwedstrijd bij PSV een week later moest missen. Later in de wedstrijd maakte RKC de gelijkmaker. Guidetti bood hiervoor zijn excuses aan en noemde het "een van de ergste momenten uit zijn leven." In een thuiswedstrijd tegen SBV Excelsior (30) maakte Guidetti zijn twintigste doelpunt in de Eredivisie. Hij was daarmee de eerste die dit deed als Feyenoordspeler sinds Dirk Kuijt in het seizoen 2005/06. Na de wedstrijd tegen SBV Excelsior op 14 april 2012 speelde hij door een virus aan zijn zenuwstelsel tijdens de slotfase van seizoen geen wedstrijden meer. Door de financiële problemen bij de stadionclub, had Feyenoord niet de middelen om de gehuurde publiekslieveling definitief vast te leggen. Guidetti keerde daarom na het seizoen 2011/12 terug naar Manchester City.

#### Verhuur aan Stoke City
Na een absentie van ruim achttien maanden door een virus in zijn zenuwstelsel, huurde Stoke City Guidetti in januari 2014 voor een half jaar van Manchester City. Op zaterdag 18 januari 2014 maakte hij zijn debuut voor Stoke City in een met 1–0 verloren uitwedstrijd tegen Crystal Palace. Guidetti kwam daarbij in de 80ste minuut binnen de lijnen als invaller voor Jonathan Walters. Hij speelde dat seizoen zes wedstrijden in de Premier League.

### Celta de Vigo
Op 11 juli 2015 werd Guidetti transfervrij overgenomen door Celta de Vigo, de nummer 8 van de Primera División in het voorgaande seizoen, waar hij een contract tot medio 2020 tekende. In de tweede seizoenshelft van zijn eerste seizoen kreeg Guidetti steeds vaker een basisplaats. Op 3 november 2016 speelde hij met Celta de Vigo een wedstrijd in de UEFA Europa League uit tegen AFC Ajax. Guidetti viel na 78 minuten in en bij zijn eerste balcontact scoorde hij meteen. Echter verloor Celta de Vigo met 3–2. Later in het toernooi bereikte Celta de halve finales, waarin de club werd uitgeschakeld door de uiteindelijke winnaar Manchester United.

### Alavés en Hannover
Vervolgens werd Guidetti eerst uitgeleend aan, en vervolgens overgenomen door Deportivo Alavés. Mede door terugkerende blessures en vormverlies werd zijn verblijf bij deze club geen succes. Hij werd hierop in de tweede seizoenshelft van het seizoen 2019/20 verhuurd aan Hannover 96 in de 2. Bundesliga, waarvoor hij twee keer scoorde. 
Na dit seizoen speelde Guidetti nog twee seizoenen bij Deportivo Alavés, In die twee seizoenen speelde Guidetti 25 wedstrijden en scoorde 4 keer voordat Guidetti voordat hij vertrok naar AIK Fotboll.

### AIK Fotboll
Op 15 juli 2022 tekende Guidetti bij AIK Fotboll tot 31 december 2025. In Guidetti zijn eerste seizoen speelde Guidetti 14 wedstrijden en scoorde 5 keer. In Guidetti zijn tweede seizoen speelde Guidetti 23 wedstrijden en scoorde weer vijf keer.

## Clubstatistieken
| Seizoen         | Club                | Competitie           | Competitie | Competitie | Beker | Beker | Internationaal | Internationaal | Totaal | Totaal |
| Seizoen         | Club                | Competitie           | Wed.       | Dlp.       | Wed.  | Dlp.  | Wed.           | Dlp.           | Wed.   | Dlp.   |
| --------------- | ------------------- | -------------------- | ---------- | ---------- | ----- | ----- | -------------- | -------------- | ------ | ------ |
| 2008            | IF Brommapojkarna   | Superettan           | 2          | 0          | 0     | 0     | —              | —              | 2      | 0      |
| 2010            | → IF Brommapojkarna | Allsvenskan          | 8          | 3          | 0     | 0     | —              | —              | 8      | 3      |
| 2010/11         | Manchester City     | Premier League       | 0          | 0          | 1     | 0     | 0              | 0              | 1      | 0      |
| 2010/11         | → Burnley FC        | Championship         | 5          | 1          | 0     | 0     | —              | —              | 5      | 1      |
| 2011/12         | → Feyenoord         | Eredivisie           | 23         | 20         | 0     | 0     | —              | —              | 23     | 20     |
| 2013/14         | → Stoke City        | Premier League       | 6          | 0          | 0     | 0     | —              | —              | 6      | 0      |
| 2014/15         | → Celtic            | Scottish Premiership | 24         | 8          | 9     | 6     | 2              | 1              | 35     | 15     |
| 2015/16         | Celta de Vigo       | Primera División     | 35         | 7          | 8     | 5     | —              | —              | 43     | 12     |
| 2016/17         | Celta de Vigo       | Primera División     | 23         | 4          | 6     | 1     | 13             | 4              | 42     | 9      |
| 2017/18         | Celta de Vigo       | Primera División     | 8          | 0          | 2     | 1     | —              | —              | 10     | 1      |
| 2017/18         | → Deportivo Alavés  | Primera División     | 17         | 3          | 2     | 0     | —              | —              | 19     | 3      |
| 2018/19         | Deportivo Alavés    | Primera División     | 22         | 2          | 2     | 0     | —              | —              | 24     | 2      |
| 2019/20         | Deportivo Alavés    | Primera División     | 5          | 0          | 1     | 0     | —              | —              | 6      | 0      |
| 2019/20         | → Hannover 96       | 2. Bundesliga        | 14         | 3          | —     | —     | —              | —              | 14     | 3      |
| 2020/21         | Deportivo Alavés    | Primera División     | 10         | 1          | 3     | 2     | —              | —              | 13     | 3      |
| 2021/22         | Deportivo Alavés    | Primera División     | 10         | 0          | 2     | 1     | —              | —              | 12     | 1      |
| 2021/22         | AIK Fotboll         | Allsvenskan          | 14         | 5          | —     | —     | —              | —              | 14     | 5      |
| 2022/23         | AIK Fotboll         | Allsvenskan          | 14         | 1          | 4     | 3     | 5              | 1              | 23     | 5      |
| 2023/24         | AIK Fotboll         | Allsvenskan          | 0          | 0          | 1     | 0     | 0              | 0              | 1      | 0      |
| Carrière totaal | Carrière totaal     | Carrière totaal      | 240        | 58         | 41    | 19    | 20             | 6              | 301    | 83     |

Bijgewerkt t/m 21 januari 2024.

## Interlandcarrière

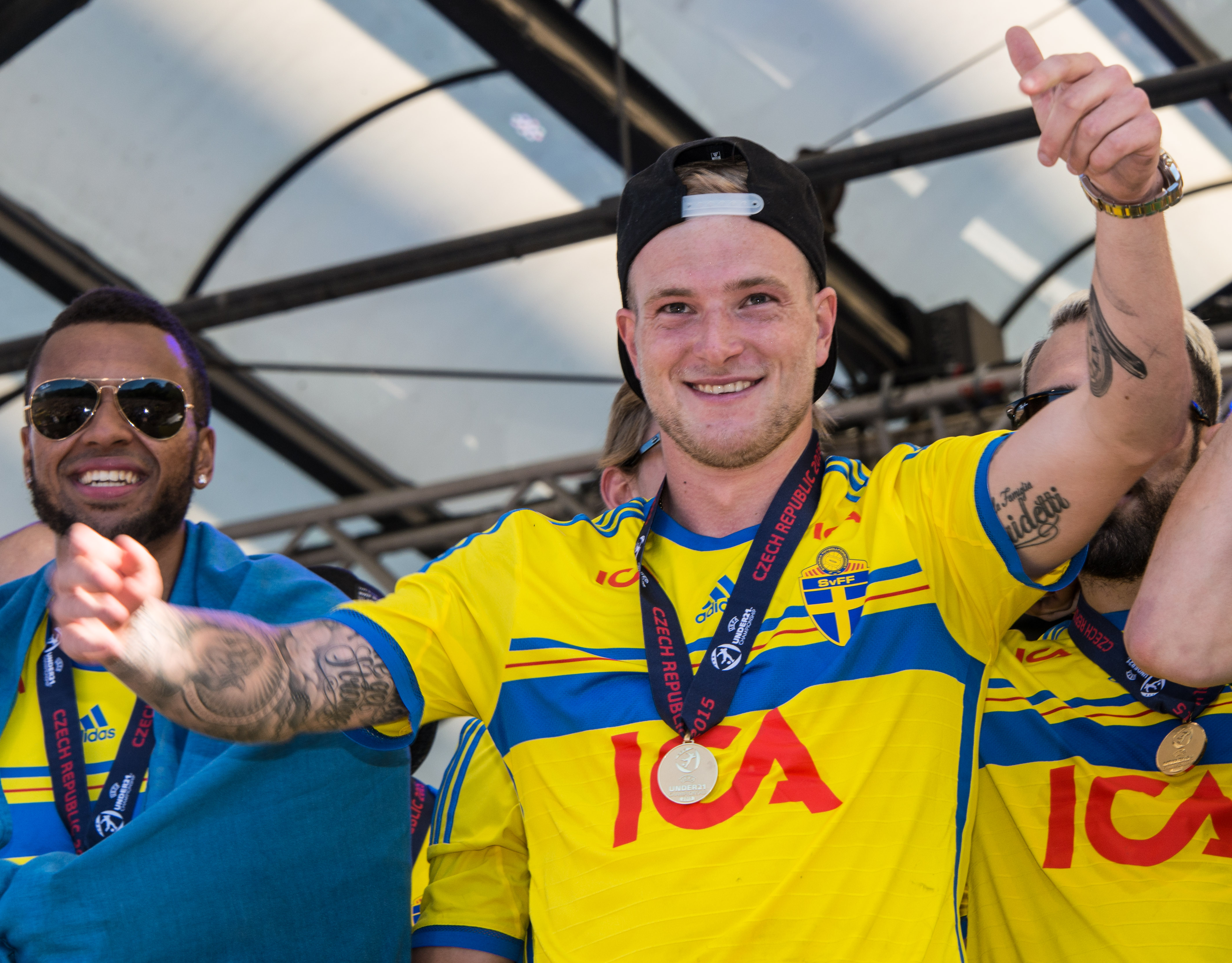
Guidetti viert het Europees kampioenschap onder 21 van 2015

Op 29 februari 2012 debuteerde Guidetti in het Zweeds voetbalelftal in een vriendschappelijke interland tegen Kroatië (1–3 zege). Bij de rust verving Guidetti Johan Elmander. Mede door een virusinfectie miste Guidetti het EK 2012 en kwam zijn volgende interland pas 2,5 jaar later, als vervanger voor Isaac Thelin in een oefeninterland tegen Frankrijk in november 2014. In de zomer van 2015 nam Guidetti met Jong Zweden deel aan het EK onder 21 van 2015. Guidetti scoorde voor het Zweedse team in de groepsfase tegen Italië en in de halve finales bij een 1–4 overwinning op Denemarken. In de finale tegen Portugal scoorde Guidetti in de gewonnen strafschoppenreeks.
Op 11 mei 2016 werd bekend dat Guidetti door bondscoach Erik Hamrén werd opgeroepen voor het EK 2016 in Frankrijk. In aanloop naar dat EK scoorde Guidetti tegen Wales voor het eerst voor het nationale team. Op het EK kwam hij in alle wedstrijden in actie en werd Zweden in de groepsfase uitgeschakeld na een 1–1 gelijkspel tegen Ierland, een 1–0 nederlaag tegen Italië en een 0–1 verlies tegen België.
Op 15 mei 2018 werd bekend dat Guidetti door bondscoach Janne Andersson werd geselecteerd voor het WK 2018 in Rusland. Zweden bereikte de kwartfinales. De enige wedstrijden die Guidetti speelden, waren invalbeurten in de nederlagen van Zweden: 2–1 tegen Duitsland in de groepsfase en 0–2 tegen Engeland in de kwartfinales. Na het WK scoorde Guidetti in oktober 2018 in een oefeninterland tegen Slowakije en in november 2019 in een EK-kwalificatiewedstrijd tegen de Faeröer. Na september 2020 werd Guidetti niet meer opgeroepen, zijn laatste wedstrijd in het Zweeds voetbalelftal tegen het Frans voetbalelftal (1-0 verlies) op 15 september van dat jaar.
| Interlands van John Guidetti voor Zweden | Interlands van John Guidetti voor Zweden | Interlands van John Guidetti voor Zweden | Interlands van John Guidetti voor Zweden | Interlands van John Guidetti voor Zweden | Interlands van John Guidetti voor Zweden |
| No.                                      | Datum                                    | Wedstrijd                                | Uitslag                                  | Competitie                               | Goals                                    |
| 1                                        | Als speler bij Feyenoord                 | Als speler bij Feyenoord                 | Als speler bij Feyenoord                 | Als speler bij Feyenoord                 | 0                                        |
| ---------------------------------------- | ---------------------------------------- | ---------------------------------------- | ---------------------------------------- | ---------------------------------------- | ---------------------------------------- |
| 1.                                       | 29 februari 2012                         | Kroatië – Zweden                         | 1 – 3                                    | Vriendschappelijk                        |                                          |
| 1                                        | Als speler bij Celtic FC                 | Als speler bij Celtic FC                 | Als speler bij Celtic FC                 | Als speler bij Celtic FC                 | 0                                        |
| 2.                                       | 18 november 2014                         | Frankrijk – Zweden                       | 1 – 0                                    | Vriendschappelijk                        |                                          |
| 17                                       | Als speler bij Celta de Vigo             | Als speler bij Celta de Vigo             | Als speler bij Celta de Vigo             | Als speler bij Celta de Vigo             | 1                                        |
| 3.                                       | 9 oktober 2015                           | Liechtenstein – Zweden                   | 0 – 2                                    | Kwalificatie EK 2016                     |                                          |
| 4.                                       | 12 oktober 2015                          | Zweden – Moldavië                        | 2 – 0                                    | Kwalificatie EK 2016                     |                                          |
| 5.                                       | 14 november 2015                         | Zweden – Denemarken                      | 2 – 1                                    | Kwalificatie EK 2016                     |                                          |
| 6.                                       | 24 maart 2016                            | Turkije – Zweden                         | 2 – 1                                    | Vriendschappelijk                        |                                          |
| 7.                                       | 29 maart 2016                            | Zweden – Tsjechië                        | 1 – 1                                    | Vriendschappelijk                        |                                          |
| 8.                                       | 30 mei 2016                              | Zweden – Slovenië                        | 0 – 0                                    | Vriendschappelijk                        |                                          |
| 9.                                       | 5 juni 2016                              | Zweden – Wales                           | 3 – 0                                    | Vriendschappelijk                        | 87'                                      |
| 10.                                      | 13 juni 2016                             | Ierland – Zweden                         | 1 – 1                                    | EK 2016                                  |                                          |
| 11.                                      | 17 juni 2016                             | Italië – Zweden                          | 1 – 0                                    | EK 2016                                  |                                          |
| 12.                                      | 22 juni 2016                             | Zweden – België                          | 0 – 1                                    | EK 2016                                  |                                          |
| 13.                                      | 6 september 2016                         | Zweden – Nederland                       | 1 – 1                                    | Kwalificatie WK 2018                     |                                          |
| 14.                                      | 7 oktober 2016                           | Luxemburg – Zweden                       | 0 – 1                                    | Kwalificatie WK 2018                     |                                          |
| 15.                                      | 10 oktober 2016                          | Zweden – Bulgarije                       | 3 – 0                                    | Kwalificatie WK 2018                     |                                          |
| 16.                                      | 11 november 2016                         | Frankrijk – Zweden                       | 2 – 1                                    | Kwalificatie WK 2018                     |                                          |
| 17.                                      | 15 november 2016                         | Hongarije – Zweden                       | 0 – 2                                    | Vriendschappelijk                        |                                          |
| 18.                                      | 9 juni 2017                              | Zweden – Frankrijk                       | 2 – 1                                    | Kwalificatie WK 2018                     |                                          |
| 19.                                      | 13 juni 2017                             | Noorwegen – Zweden                       | 1 – 1                                    | Vriendschappelijk                        |                                          |
| 10                                       | Als speler bij Deportivo Alavés          | Als speler bij Deportivo Alavés          | Als speler bij Deportivo Alavés          | Als speler bij Deportivo Alavés          | 2                                        |
| 20.                                      | 27 maart 2018                            | Roemenië – Zweden                        | 1 – 0                                    | Vriendschappelijk                        |                                          |
| 21.                                      | 23 juni 2018                             | Duitsland – Zweden                       | 2 – 1                                    | WK 2018                                  |                                          |
| 22.                                      | 7 juli 2018                              | Zweden – Engeland                        | 0 – 2                                    | WK 2018                                  |                                          |
| 23.                                      | 6 september 2018                         | Oostenrijk – Zweden                      | 2 – 0                                    | Vriendschappelijk                        |                                          |
| 24.                                      | 11 oktober 2018                          | Rusland – Zweden                         | 0 – 0                                    | UEFA Nations League 2018/19              |                                          |
| 25.                                      | 16 oktober 2018                          | Zweden – Slovenië                        | 1 – 1                                    | Vriendschappelijk                        | 52'                                      |
| 26.                                      | 20 november 2018                         | Zweden – Rusland                         | 2 – 0                                    | UEFA Nations League 2018/19              |                                          |
| 27.                                      | 7 juni 2019                              | Zweden – Malta                           | 3 – 0                                    | Kwalificatie EK 2020                     |                                          |
| 28.                                      | 18 november 2019                         | Zweden – Faeröer                         | 3 – 0                                    | Kwalificatie EK 2020                     | 80'                                      |
| 29.                                      | 5 september 2020                         | Zweden – Frankrijk                       | 0 – 1                                    | UEFA Nations League 2020/21              |                                          |

## Erelijst
| Competitie                    |        |         |        |        |
| Competitie                    | Aantal | Jaren   |        |        |
| Celtic                        | Celtic | Celtic  | Celtic | Celtic |
| ----------------------------- | ------ | ------- | ------ | ------ |
| Kampioen Scottish Premiership | 1x     | 2014/15 |        |        |
| Scottish League Cup           | 1x     | 2014/15 |        |        |
| Zweden -21                    |        |         |        |        |
| Europees kampioen –21         | 1x     | 2015    |        |        |